# 70인의 제자
70명의 제자 또는 72명의 제자는 동방 기독교 전통에서 70명의 사도 또는 72명의 사도로 알려져 있으며, 루카의 복음서에 언급된 예수 그리스도의 초기 사신이었다.
그들이 등장하는 유일한 복음서인 누가복음에 따르면, 예수 그리스도는 그들을 지명하여 아래 성경 본문에 자세히 나와 있는 특정한 사명에 짝을 지어 보내셨다. 그 제자(혹은 사도)의 수는 설명에 따라 70명에서 72명으로 다양하다.
서방 기독교에서는 대개 제자라고 부르지만 동방 기독교에서는 대개 사도라고 부른다. 고대 그리스어 단어를 사용하여 두 칭호 모두 서술적인데, 사도는 선교를 위해 파견된 사람인 반면 제자는 학생이지만 두 전통은 사도와 제자라는 단어의 범위에서 다르다.

## 성경 본문
누가복음 10장의 본문은 다음과 같다.(개역개정)
○그 후에 주께서 따로 칠십 인을 세우사 친히 가시려는 각 동네와 각 지역으로 둘씩 앞서 보내시며
이르시되 추수할 것은 많되 일꾼이 적으니 그러므로 추수하는 주인에게 청하여 추수할 일꾼들을 보내 주소서 하라
갈지어다 내가 너희를 보냄이 어린 양을 이리 가운데로 보냄과 같도다
전대나 배낭이나 신발을 가지지 말며 길에서 아무에게도 문안하지 말며
어느 집에 들어가든지 먼저 말하되 이 집이 평안할지어다 하라
만일 평안을 받을 사람이 거기 있으면 너희의 평안이 그에게 머물 것이요 그렇지 않으면 너희에게로 돌아오리라
그 집에 유하며 주는 것을 먹고 마시라 일꾼이 그 삯을 받는 것이 마땅하니라 이 집에서 저 집으로 옮기지 말라
어느 동네에 들어가든지 너희를 영접하거든 너희 앞에 차려놓는 것을 먹고
거기 있는 병자들을 고치고 또 말하기를 하나님의 나라가 너희에게 가까이 왔다 하라
어느 동네에 들어가든지 너희를 영접하지 아니하거든 그 거리로 나와서 말하되
너희 동네에서 우리 발에 묻은 먼지도 너희에게 떨어버리노라 그러나 하나님의 나라가 가까이 온 줄을 알라 하라
내가 너희에게 말하노니 그 날에 소돔이 그 동네보다 견디기 쉬우리라
화 있을진저 고라신아, 화 있을진저 벳새다야, 너희에게 행한 모든 권능을 두로와 시돈에서 행하였더라면 그들이 벌써 베옷을 입고 재에 앉아 회개하였으리라
심판 때에 두로와 시돈이 너희보다 견디기 쉬우리라
가버나움아 네가 하늘에까지 높아지겠느냐 음부에까지 낮아지리라
너희 말을 듣는 자는 곧 내 말을 듣는 것이요 너희를 저버리는 자는 곧 나를 저버리는 것이요 나를 저버리는 자는 나 보내신 이를 저버리는 것이라 하시니라
○칠십 인이 기뻐하며 돌아와 이르되 주여 주의 이름이면 귀신들도 우리에게 항복하더이다
예수께서 이르시되 사탄이 하늘로부터 번개 같이 떨어지는 것을 내가 보았노라
내가 너희에게 뱀과 전갈을 밟으며 원수의 모든 능력을 제어할 권능을 주었으니 너희를 해칠 자가 결코 없으리라
그러나 귀신들이 너희에게 항복하는 것으로 기뻐하지 말고 너희 이름이 하늘에 기록된 것으로 기뻐하라 하시니라

## 축일

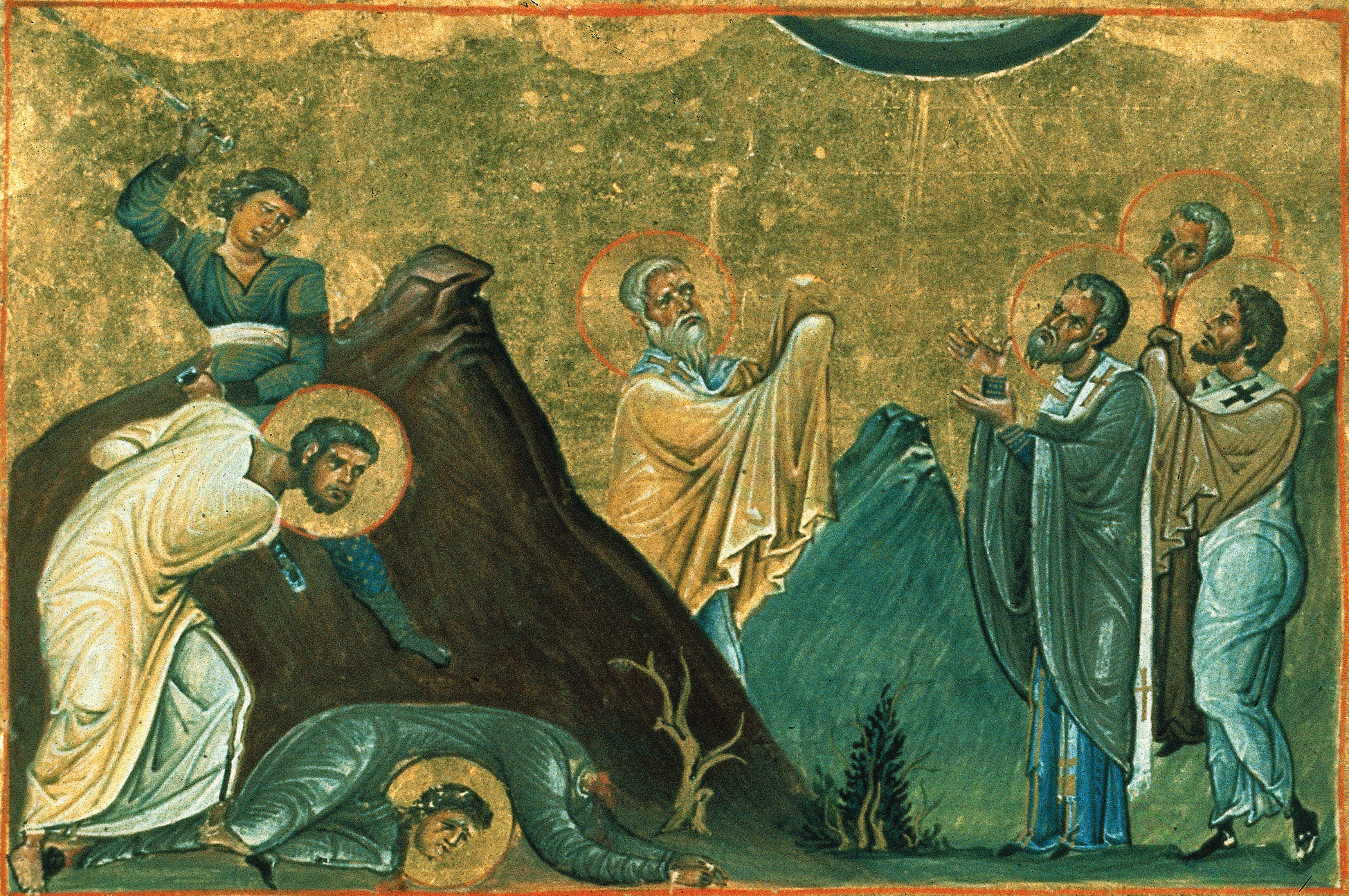
에라스투스, 올림푸스, 로디온, 소시파테르, 퀴아르투스, 테르티투스.

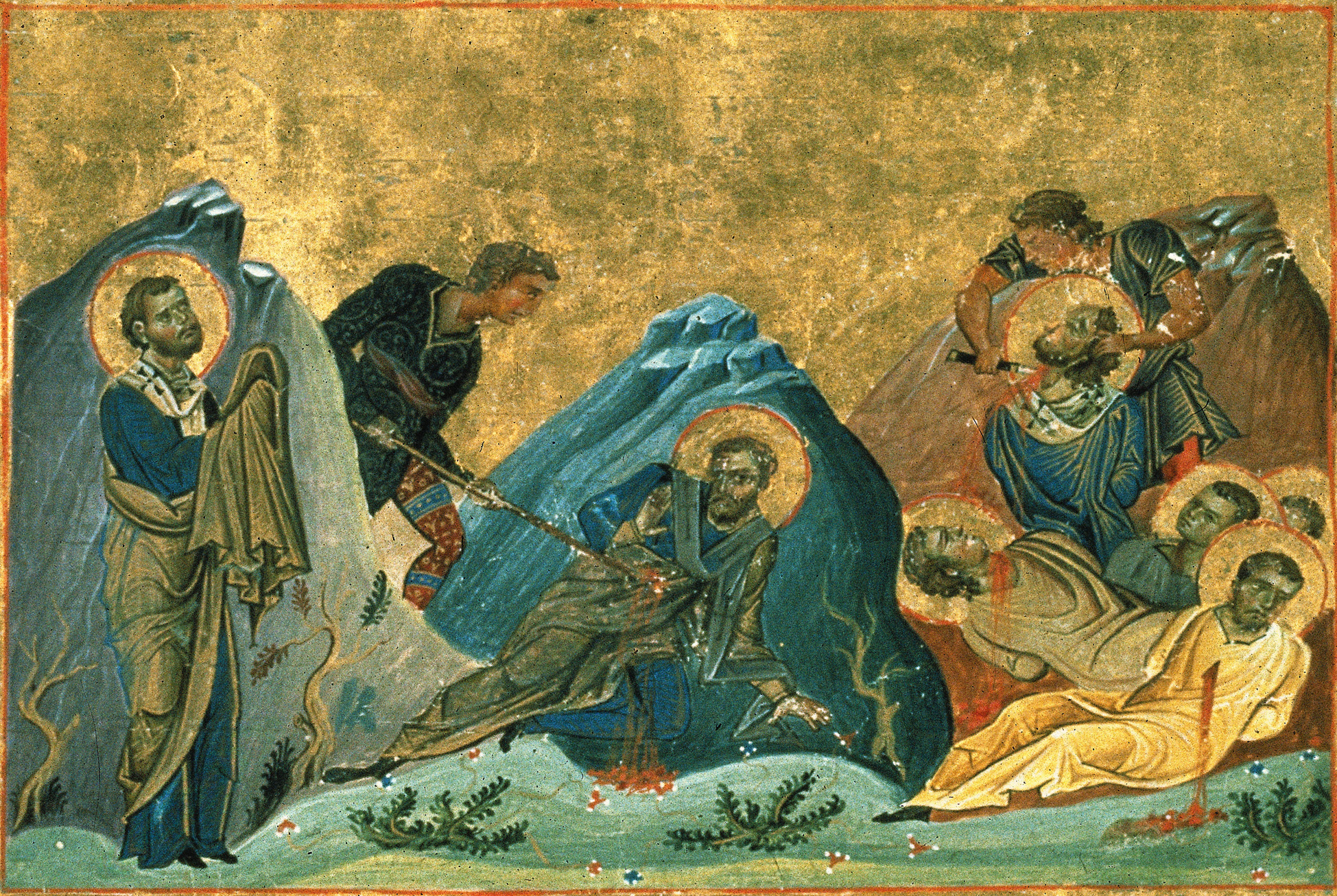
스타키스, 암필라스, 우르반.

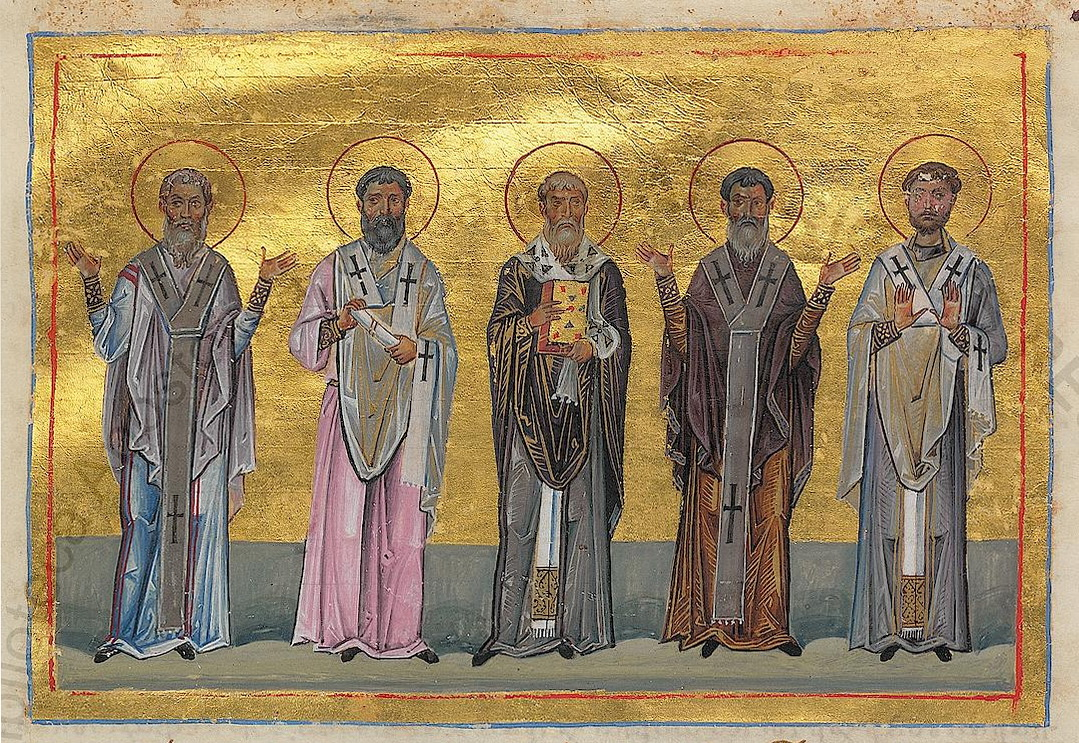
파트로불루스, 헤르마스, 리누스, 카이우스, 필로고스.

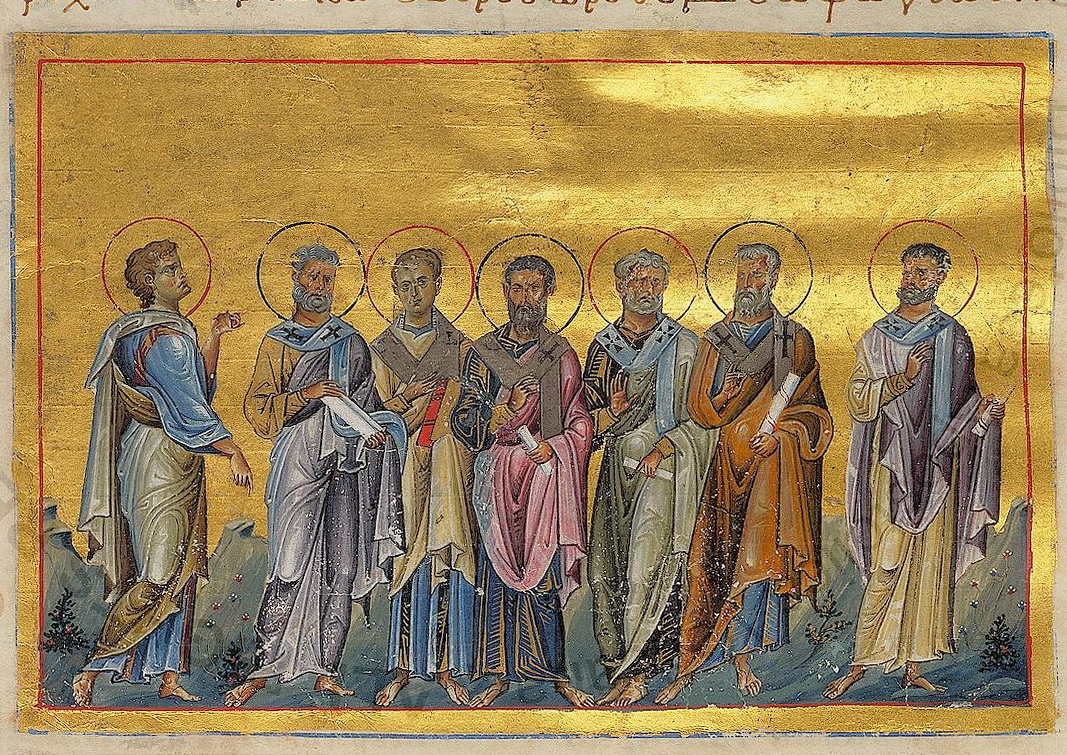
소스데네스, 아폴로, 게바, 두기고, 에바브로디도, 카이사르, 오네시보로.

70인을 기념하는 축일은 동방 정교회에서 1월 4일에 지킨다. 70명의 사도들 또한 전례년도에 걸쳐 흩어져 있는 각각의 축일을 가지고 있다.